# Boston Society of Film Critics Awards 1993
La 14ª edizione dei Boston Society of Film Critics Awards si è svolta il 19 dicembre 1993.

## Premi

### Miglior film
- Schindler's List - La lista di Schindler (Schindler's List), regia di Steven Spielberg

### Miglior attore
- Daniel Day-Lewis - Nel nome del padre (In the Name of the Father)

### Migliore attrice
- Holly Hunter - Lezioni di piano (The Piano)

### Miglior attore non protagonista
- Ralph Fiennes - Schindler's List - La lista di Schindler (Schindler's List)

### Migliore attrice non protagonista
- Rosie Perez - Fearless - Senza paura (Fearless)

### Miglior regista
- Steven Spielberg - Schindler's List - La lista di Schindler (Schindler's List)

### Migliore sceneggiatura
- Robert Altman e Frank Barhydt - America oggi (Short Cuts)

### Miglior fotografia
- Janusz Kaminski - Schindler's List - La lista di Schindler (Schindler's List)

### Miglior documentario
- Visions of Light, regia di Arnold Glassman, Todd McCarthy e Stuart Samuels

### Miglior film in lingua straniera
- Addio mia concubina (霸王别姬), regia di Chen Kaige  ·  Cina/ Hong Kong